# Weichbild
Unter Weichbild versteht man ein Gebiet, das innerhalb von Orts- oder Stadtgrenzen liegt, ein Gebiet mit eigener Gerichtsbarkeit oder (allgemeiner) einen städtischen Raum.
Der Wortteil Weich kommt dabei von einem alten Wort für Siedlungen (lateinisch vicus, siehe auch ‚-wik‘ als Endung von Ortsnamen). Rechtshistorisch bezeichnet Weichbild einen vor den Stadtmauern gelegenen Bezirk, der der städtischen Gerichtsbarkeit unterworfen war. In Westfalen findet er sich noch als Wigbold. Als Weichbild wird auch das Sächsische Weichbildrecht bezeichnet, das sich zum Teil in Ausgaben des Sachsenspiegels findet. In Schlesien war bis zur preußischen Inbesitznahme im 18. Jahrhundert ein Weichbild ein kreisähnlicher Verwaltungsbezirk.

## Geschichte des Begriffs
Bei der Ableitung des Wortes „Weichbild“ wird allgemein vom althochdeutschen wih, gotisch weihs, altsächsisch wik, niederländisch wijk und lateinisch vicus ‚Dorf‘ (nächstgrößere Einheit: oppidum ‚Stadt‘) ausgegangen. Der zweite Bestandteil des Wortes bedeutet „Recht“ (verwandt mit Un-Bill, bill-ig, dem englischen bill). Die Grundform des Wortes ist dann in alt-deutschen Bezeichnungen zu finden. In Westfalen ist Wickbileden für das Jahr 1142 nachgewiesen. Als Wicbilede wird es erstmals urkundlich im Jahr 1170 in Leipzig erwähnt, und als Wickbolde findet es sich 1259 in Bremen.

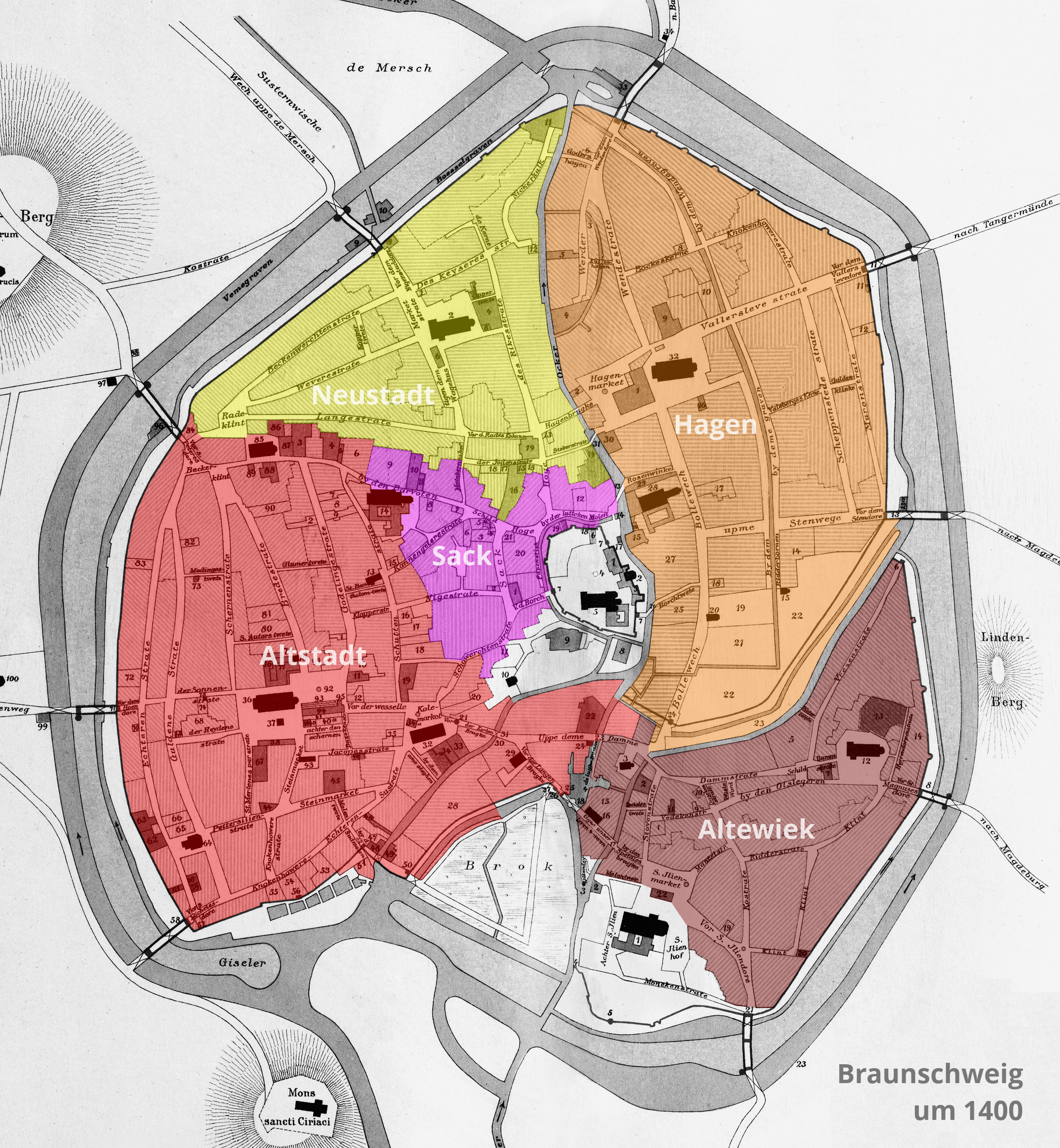
Die fünf Weichbilde der Stadt Braunschweig

Aus dem Weichbild leitet sich auch die Bezeichnung für den geographischen Bereich dieses Rechts ab (parallel zu „Grafschaft“ usw.), die dann die ursprüngliche Bedeutung verdrängte und zur Bildung des Begriffs „Weichbild-Recht“ führte, das im gleichbedeutenden Sinne mit Stadtrecht angewandt wurde. Für etliche deutschsprachige Städte bildeten die Weichbild-Bestimmungen in den Magdeburger Weistümern von 1188 die Grundlagen für ihre eigenen Verordnungen. „Weichbild“ bezeichnete damit dann auch größere Gemeinden mit stadtähnlichen Rechten (Minderstadt), war jedoch in diesem Sinne nur in einigen Regionen üblich. So existieren in Braunschweig noch heute die ursprünglichen fünf Weichbilde, aus denen sich die heutige Stadt durch deren Zusammenschluss entwickelte. Die Braunschweiger Weichbilde tragen noch immer ihre alten Namen: Altewiek, Altstadt, Hagen, Neustadt und Sack. Jedes von ihnen verfügte über ein eigenes Rathaus, einen eigenen Rat, eine eigene Pfarrkirche und eine unterschiedliche Bevölkerungsstruktur.
Weichbild nannte man ferner bestimmte, hauptsächlich städtische Rechte und Besitzformen, so die Erbleihe (das „Weichbildgut“), dann eine Rente überhaupt („Weichbildrente“).
Die Grenzen des Weichbildes einer Stadt wurden durch sogenannte „Weichbildsteine“ bzw. „-säulen“ markiert, siehe z. B. Weichbildsteine (16.–18. Jahrhundert) in Dresden, das Connewitzer Kreuz (16. Jahrhundert) in Leipzig und die Weichbildsäulen (18. Jahrhundert) von Freiberg.

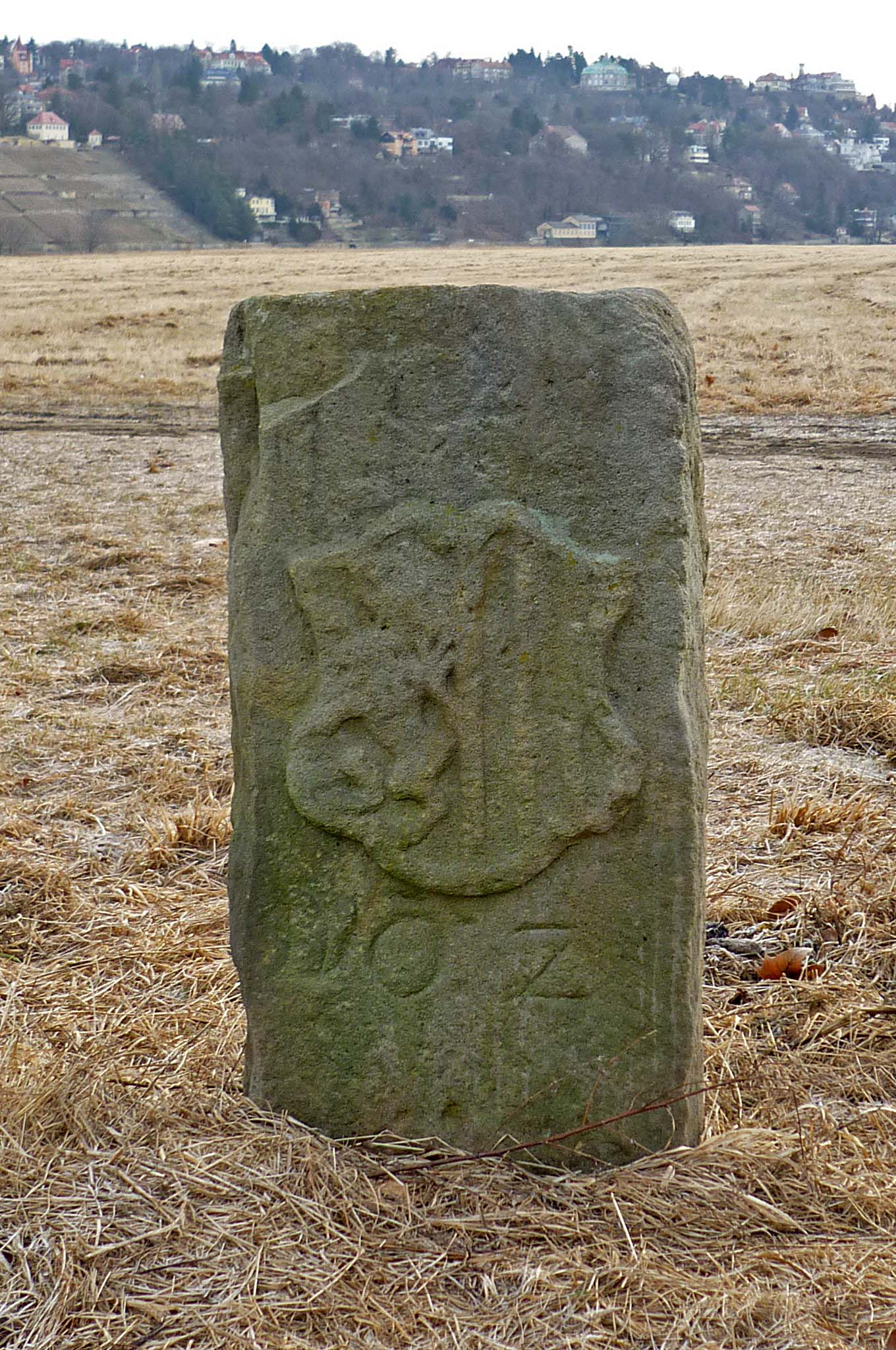
Weichbildstein in Dresden
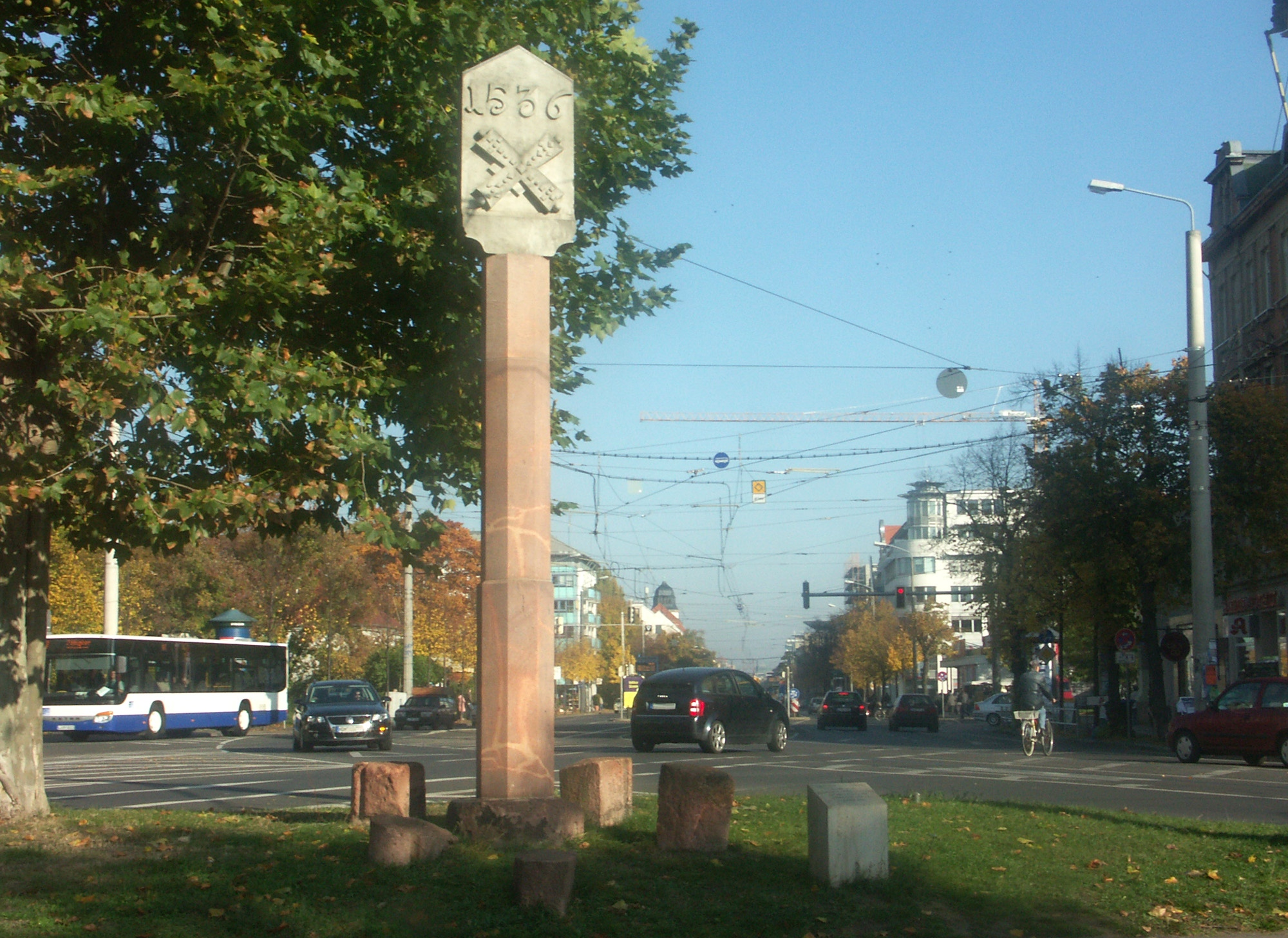
Weichbildzeichen Connewitzer Kreuz in Leipzig
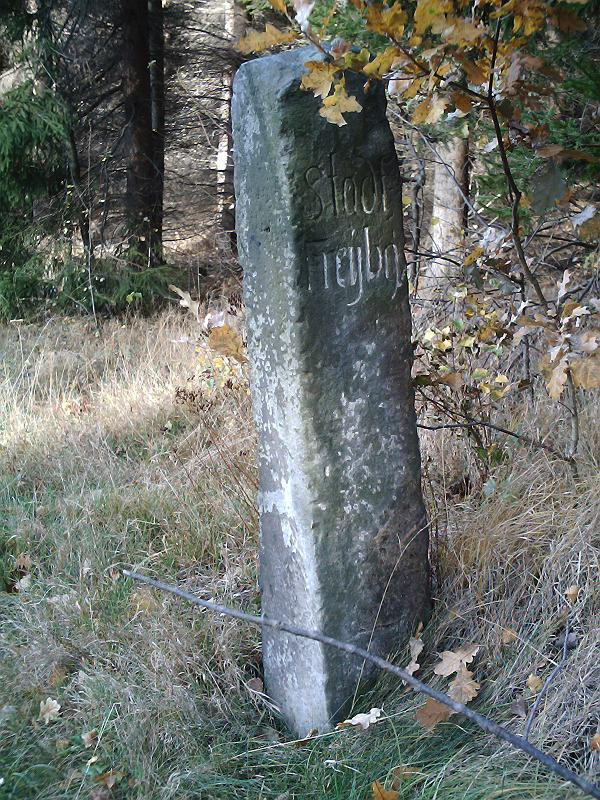
Weichbildsäule in Freiberg

## Weichbilder in Schlesien
Als Weichbilder wurden in Schlesien bis zur preußischen Inbesitznahme im Jahre 1740 die Gebietseinheiten bezeichnet, in die die schlesischen Teilfürstentümer gegliedert waren. Diese Einteilung bestand im Wesentlichen schon seit dem Mittelalter. Die schlesischen Weichbilder dienten als Gerichts-, Steuer- und Militärbezirke und umfassten in der Regel eine Stadt mitsamt ihrem Umland. Die Weichbildstände traten zum Weichbildtag zusammen und wählten den Landesältesten. Nach der preußischen Inbesitznahme wurden im Rahmen der Einführung der brandenburgischen Kreisverfassung die meisten Weichbilder in Kreise überführt; lediglich einige kleinere Weichbilder wurden jeweils zu einem Kreis zusammengefasst. Die meisten amtierenden Landesältesten wurden vom preußischen König Friedrich II. übernommen und als Landrat eingesetzt.